# Jacques Balmat
Pour les articles homonymes, voir Balmat.
Jacques Balmat, dit « Balmat du Mont-Blanc » ou « Mont Blanc », né le 19 janvier 1762 dans la vallée de Chamonix dans le village des Pélerins et mort en septembre 1834 dans la vallée de Sixt, est un chasseur de chamois, cristallier et guide savoyard qui réussit la première ascension du mont Blanc en compagnie du docteur Paccard, le 8 août 1786.

## Biographie
Jacques Balmat est né en 1762, peut-être le 19 janvier, dans le village au pied du glacier des Pélerins. La vallée de Chamonix appartient à cette époque au duché de Savoie, qui est une composante du royaume de Sardaigne. Un passeport du 18 nivôse de l'an VII (7 janvier 1799) indique qu'il mesurait 1 mètre 70. Le 24 septembre 1782, il épouse à Chamonix Jeanne Marie Simond, cuisinière, qui lui donne plusieurs enfants.
Jacques Balmat était pauvre et n'avait pas suffisamment de terre pour devenir paysan. Par goût de la solitude et par nécessité, il parcourt la montagne en pratiquant la chasse aux chamois et la recherche de cristaux. Il acquiert ainsi une grande robustesse et une excellente connaissance de la montagne avant de devenir l'un des compétiteurs lancés à la conquête du mont Blanc. Cette compétition était de plus motivée par une promesse de forte récompense, faite dès 1760 par Horace-Bénédict de Saussure, au premier qui atteindrait le sommet. Balmat entreprend une infructueuse tentative solitaire début juillet 1786 et apprend à son retour que cinq guides sont partis en direction du sommet. Il repart presque aussitôt et les rattrape à hauteur des Grands Mulets. Au col du Dôme, alors que ses compagnons renoncent, il poursuit seul et après un bivouac improvisé, il redescend à son tour, persuadé que la cime du mont Blanc ainsi que la récompense sont désormais à portée. Il cherche immédiatement un compagnon d'ascension qui puisse ensuite témoigner en cas de réussite.
Pour sa troisième tentative, Balmat sollicite le docteur Paccard, médecin à Chamonix et bon alpiniste qui avait pris part lui aussi à plusieurs tentatives. Les deux hommes partent discrètement le 7 août 1786 depuis les Bossons et bivouaquent avant de se lancer à l'assaut du sommet le 8 août à l'aube, sans cordes, sans piolets ni crampons, par un itinéraire dangereux via la montagne de la Côte qui sera abandonné en 1820. Ils parviennent au sommet à 18 h 23. Paccard, atteint par une ophtalmie des neiges (photokératite), fait toute la descente les yeux rouges et fermés. En arrivant dans la vallée, les deux hommes apprennent que Judith, la dernière fille de Jacques Balmat nouvellement née et soignée par le docteur Paccard, est décédée.
Balmat se rend ensuite à Genève pour rendre compte à M. de Saussure de son succès. À la suite de cette réussite, le roi de Sardaigne, souverain du Piémont et de la Savoie, autorise Balmat à s'appeler Balmat du Mont Blanc. Balmat répète l'ascension du mont Blanc le 5 juillet 1787 en compagnie de deux autres guides et le 3 août de la même année il conduit Horace-Bénédict de Saussure au sommet ; la cordée comporte alors 17 autres guides ainsi qu'un domestique. Horace-Bénédict de Saussure procède alors au premier calcul de l'altitude du mont Blanc et trouve 2 450 toises, soit 4 775 mètres, écart infime au regard des 4 806 retenus aujourd'hui.
Lors d'une ascension effectuée en juillet 1808, Balmat est accompagné de Marie Paradis qui devient la première femme à atteindre le sommet. Il effectue sa dernière ascension du mont Blanc le 4 août 1817 avec le poète Antoni Malczewski.
Le guide disparaît en 1834 à l'âge de 72 ans en tombant dans une crevasse dans le Grand Mont Ruan (massif du Giffre) alors qu'il cherche un filon d'or. Son corps n'a pas été retrouvé.

## Postérité

### Monuments

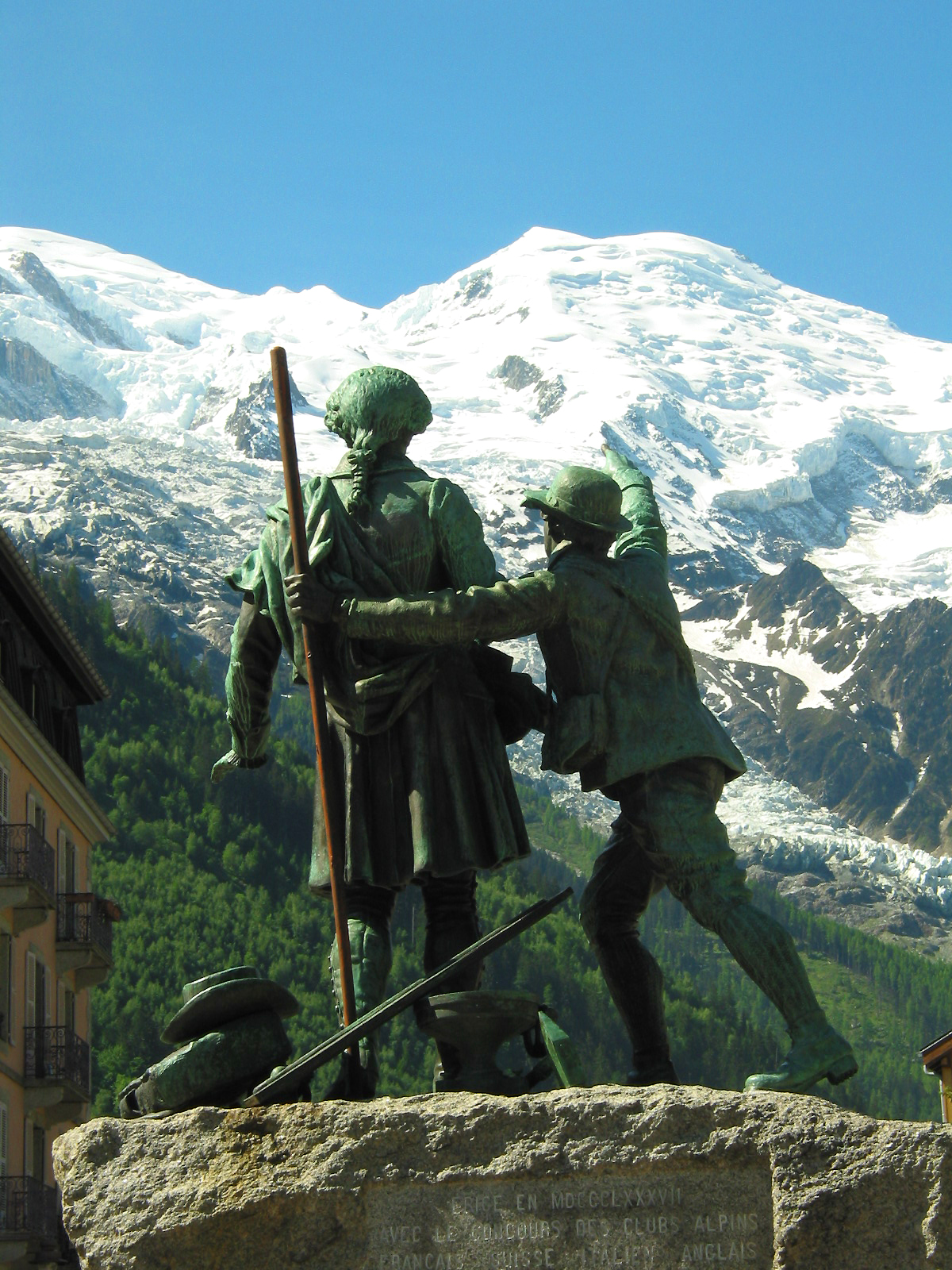
Chamonix, statue du guide Jacques Balmat indiquant le sommet mont Blanc à Horace-Bénédict de Saussure.

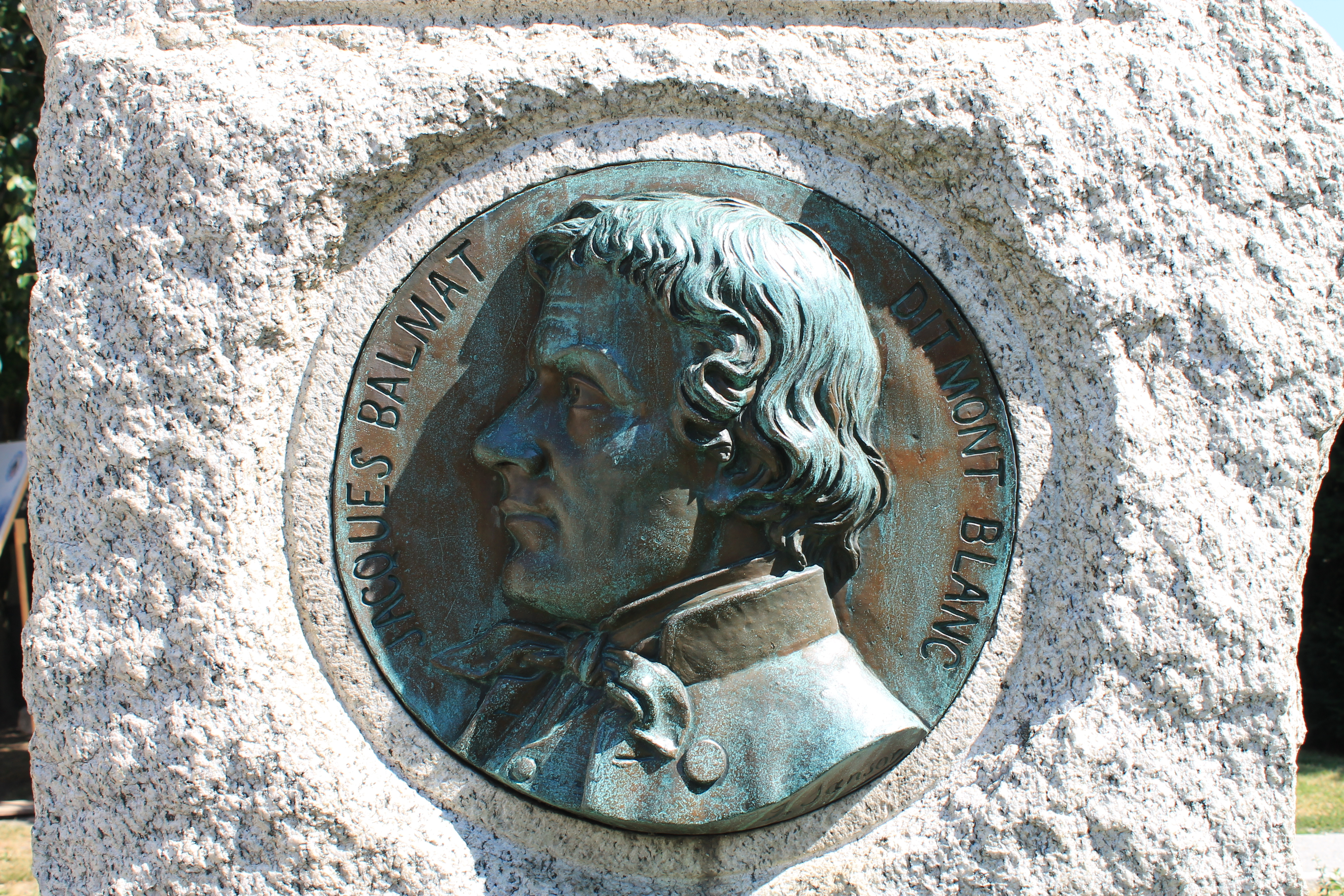
Détails du médaillon représentant Jacques Balmat, sculpture d'Émile Sanson (1878).

La commune de Chamonix possède deux monuments dédiés à Jacques Balmat. Le premier est un bloc de granite du Mont-Blanc comportant un médaillon réalisé par le sculpteur Émile Sanson,, rappelant les traits de Balmat. Il s'agit d'une commande de la Société géologique de France et du Club alpin français, inauguré le 11 août 1878,, mentionnés dans une inscription sur le bloc. Installé devant l'église, il a depuis été déplacé. Le second, élevé à l'occasion du centenaire de l’ascension du Mont Blanc et inauguré le 28 août 1887, est un groupe en bronze représentant Horace de Saussure et son guide qui lui montre le chemin à suivre pour atteindre la cime,. L'œuvre a été réalisée par le sculpteur Jules Salmson, et installée sur une place qui porte le nom du guide.

### Le bâton de Jacques Balmat
Pour sonder les ponts de neige et franchir les crevasses lors de son expédition des 7 et 8 août 1786, Jacques Balmat fabrique au préalable de ses propres mains un bâton cylindrique en sapin de la forêt des Pèlerins, de 5 cm de diamètre, 3 m de long et d'un poids de 1,7 kg auquel il ajoute une pointe en fer. Ce bâton, vendu aux enchères avec les biens du guide après sa mort en 1834, arrive dans la famille Devouassoud où il est transmis de père en fils sans que cela soit connu. En 2017, le descendant Devouassoud de la cinquième génération estime que cet objet appartient plus à l'Histoire qu'à la famille. Il en fait alors don au musée alpin de Chamonix-Mont-Blanc. Le bâton a depuis trouvé sa place sur la reproduction du célèbre tableau du peintre Bacler d'Albe de 1787.

### Autres
Une rue de Genève, parallèle à la rue Horace-Bénédict de Saussure, porte son nom.
Un des gymnases de Vétraz-Monthoux a été baptisé en mémoire de l'alpiniste.

## Pour approfondir